# Yusuf (sura)
Yusuf (Giuseppe) è la dodicesima Sura del Corano, una sura meccana composta da 111 versetti. Questa sura narra in modo dettagliato la storia del profeta Giuseppe, figlio di Giacobbe, ed è unica nel Corano poiché è interamente dedicata a un'unica storia raccontata in sequenza continua. La narrazione offre una serie di lezioni su fede, perseveranza, integrità morale e la realizzazione del destino divino.

## Contenuto

### Introduzione
Versetti 1-3: La sura inizia con una breve introduzione che afferma la rivelazione del Corano in arabo e preannuncia la narrazione della migliore delle storie, riferendosi alla vicenda di Giuseppe.

### La Visione di Giuseppe e l'Invidia dei Fratelli
Versetti 4-20: La storia inizia con Giuseppe che racconta a suo padre, Giacobbe, un sogno in cui undici stelle, il sole e la luna si prostrano davanti a lui. Giacobbe avverte Giuseppe di non raccontare il sogno ai suoi fratelli, che sono già invidiosi di lui. Tuttavia, i fratelli di Giuseppe complottano contro di lui e lo gettano in un pozzo, fingendo che sia stato ucciso da un lupo. Giuseppe viene poi trovato e venduto come schiavo in Egitto.

### Giuseppe nella Casa di Potifar
Versetti 21-29: Giuseppe viene acquistato da un nobile egiziano, Potifar, il cui nome non è menzionato nel Corano. La moglie di Potifar tenta di sedurre Giuseppe, ma lui rifiuta con integrità morale. Lei, allora, lo accusa falsamente di aver cercato di sedurla, e Giuseppe viene imprigionato.

### Giuseppe in Prigione
Versetti 30-42: In prigione, Giuseppe interpreta i sogni di due dei suoi compagni di cella, prevedendo la sorte di entrambi: uno sarà liberato e ripristinato nel suo ruolo, mentre l'altro sarà giustiziato. Giuseppe chiede al compagno che sarà liberato di ricordarlo al faraone, ma questi dimentica.

### Giuseppe Interpreta il Sogno del Faraone
Versetti 43-57: Anni dopo, il faraone ha un sogno che nessuno riesce a interpretare. Il compagno di prigione finalmente ricorda Giuseppe, che viene chiamato a interpretare il sogno. Giuseppe prevede sette anni di abbondanza seguiti da sette anni di carestia e suggerisce misure per gestire le risorse durante il periodo di abbondanza. Impressionato, il faraone lo nomina responsabile della gestione delle risorse dell'Egitto.

### I Fratelli di Giuseppe in Egitto
Versetti 58-87: Durante la carestia, i fratelli di Giuseppe viaggiano in Egitto per cercare cibo. Non riconoscendo Giuseppe, si presentano a lui per chiedere aiuto. Giuseppe li mette alla prova, trattenendo uno dei fratelli (Beniamino) e chiedendo che riportino il loro padre. I fratelli tornano da Giacobbe, disperati per la perdita di un altro figlio, ma alla fine convincono Giacobbe a lasciarli tornare in Egitto con Beniamino.

### Rivelazione dell'Identità di Giuseppe
Versetti 88-101: Alla fine, Giuseppe si rivela ai suoi fratelli, perdona loro le malefatte e invita tutta la famiglia a trasferirsi in Egitto. Giacobbe, felicissimo di sapere che Giuseppe è vivo, si trasferisce in Egitto con tutta la famiglia, realizzando così il sogno profetico di Giuseppe.

### Conclusione
Versetti 102-111: La sura conclude sottolineando l'importanza della storia di Giuseppe come lezione di fede, perseveranza e fiducia nel piano divino di Allah. Viene ribadito che il Corano contiene rivelazioni divine piene di saggezza e ammonimenti per l'umanità.

## Analisi
La Sura Yusuf è considerata una delle sura più belle e toccanti del Corano per la sua narrazione dettagliata e la profondità dei suoi insegnamenti morali e spirituali. La storia di Giuseppe serve come potente lezione di fede, perseveranza e fiducia nel piano divino, offrendo conforto e guida ai credenti di tutte le epoche. La sura mette in evidenza valori universali come l'integrità, il perdono e la riconciliazione, rendendola una parte fondamentale del messaggio coranico.
La Sura Yusuf offre anche un esempio di come le difficoltà e le avversità possano essere strumenti per la realizzazione del destino e della volontà di Dio, rafforzando la fede dei musulmani nella giustizia e nella misericordia divine.